# كاميلو باسيرا
كاميلو باسيرا (بالإيطالية: Camillo Passera)‏ ولد بتاريخ 24 مارس 1965 في فاريزي، هو دراج إيطالي سابق.

## روابط خارجية
- كاميلو باسيرا على موقع أرشيف الدراجات (الإنجليزية)
- كاميلو باسيرا على موقع إحصائيات الدراجات الإحترافية (الإنجليزية)
- كاميلو باسيرا على موقع CycleBase (الإنجليزية)